# بنیان اسیدی
اگر اسید همه یا تعدادی از  هیدروژنهای خود را از دست بدهد آنچه باقی می‌ماند بنیان آن اسید نامیده می‌شود.(که غالباً آنیون هستند)  
- مثال:

| نام بنیان   | فرمول بنیان | نام اسید      | فرمول اسید |
| ----------- | ----------- | ------------- | ---------- |
| یون پرکلرات | ClO4-       | پرکلریک اسید  | HClO4      |
| یون سولفات  | SO42-       | سولفوریک اسید | H2SO4      |
| یون فسفات   | PO43-       | فسفریک اسید   | H3PO4      |

## منبع
1. ↑  فروغ طوفان. کتاب روش فرمول نویسی در شیمی (مارس۲۰۰۱۱)، دانش پژوهان، ص. ۳۶ تاریخ وارد شده در |تاریخ= را بررسی کنید (کمک); پارامتر |عنوان= یا |title= ناموجود یا خالی (کمک)
2. ↑   شیمی عمومی (چارلز مورتیمر)